# Peter Giger

Peter Giger com crianças no NDR Jazz Workshop de 1973. Fotografado por Heinrich Klaffs.

Peter Giger (Zurique, 12 de abril de 1939) é um músico, líder de banda e percussionista suíço.
Giger é músico profissional desde 1958, quando ele estava na Europa, em turnê com banda Tremble Kids. Em 1960, mudou-se para Paris, onde trabalhou em grupos de Claude Bolling, incluindo sua big band. Na década de 1960, fez gravações de LP com Duke Ellington, Billy Strayhorn, Alice Babs e acompanhado de músicos como Bill Coleman, Albert Nicholas, Stéphane Grappelli, Miriam Klein e Memphis Slim. Em 1963, realizou uma turnê com Beryl Bryden.
Ele também tocou com Volker Kriegel, Eberhard Weber e Steve Swallow.

## Discografia

### ComEberhard Weber
- The Colours of Chloë (ECM, 1973)